# يو إف سي في 2011
كان عام 2011 هو العام التاسع عشر في تاريخ بطولة القتال النهائي (يو إف سي)، وهي عبارة عن ترويج لفنون القتال المختلطة مقره الولايات المتحدة. في عام 2011، عقدت يو إف سي 27 حدث بدءاً من يو إف سي 125: دقة.

## قائمة الأحداث
| #   | الحدث                                                | التاريخ        | المكان                         | الموقع                                   | الحضور |
| --- | ---------------------------------------------------- | -------------- | ------------------------------ | ---------------------------------------- | ------ |
| 193 | يو إف سي 141: ليسنر ضد أوفريم                        | 30 ديسمبر 2011 | إم جي إم جراند جاردن أرينا     | لاس فيغاس، نيفادا، الولايات المتحدة      | 13٬793 |
| 192 | يو إف سي 140: جونز ضد ماتشيدا                        | 10 ديسمبر 2011 | مركز طيران كندا                | تورونتو، أونتاريو، كندا                  | 18٬303 |
| 191 | المقاتل النهائي: نهائي فريق بيسبنغ ضد فريق ميلر      | 3 ديسمبر 2011  | منتجع بالمز كازينو             | لاس فيغاس، نيفادا، الولايات المتحدة      | 1٬909  |
| 190 | يو إف سي 139: شوغون ضد هندرسون                       | 19 نوفمبر 2011 | إتش بي بافيلون                 | سان خوسيه، كاليفورنيا، الولايات المتحدة  | 13٬832 |
| 189 | يو إف سي على فوكس: فيلاسكيز ضد دوس سانتوس            | 12 نوفمبر 2011 | هوندا سنتر                     | أنهايم، كاليفورنيا، الولايات المتحدة     | 11٬607 |
| 188 | يو إف سي 138: ليبن ضد مونيوز                         | 5 نوفمبر 2011  | أل جي أرينا                    | برمنغهام، إنجلترا، المملكة المتحدة       | 10٬823 |
| 187 | يو إف سي 137: بن ضد دياز                             | 29 أكتوبر 2011 | ميشيلوب ألترا أرينا            | لاس فيغاس، نيفادا، الولايات المتحدة      | 10٬313 |
| 186 | يو إف سي 136: إدغار ضد ماينارد 3                     | 8 أكتوبر 2011  | تويوتا سنتر                    | هيوستن، تكساس، الولايات المتحدة          | 16٬164 |
| 185 | يو إف سي لايف: كروز ضد جونسون                        | 1 أكتوبر 2011  | فيريزون سنتر                   | واشنطن العاصمة، الولايات المتحدة         | 9٬380  |
| 184 | يو إف سي 135: جونز ضد رامبيج                         | 24 سبتمبر 2011 | بيبسي سنتر                     | دنفر، كولورادو، الولايات المتحدة         | 16٬344 |
| 183 | يو إف سي ليلة القتال: شيلدز ضد إلينبرجر [الإنجليزية] | 17 سبتمبر 2011 | مركز إرنست ن. موريال للمؤتمرات | نيو أورليانز، لويزيانا، الولايات المتحدة | 7٬112  |
| 182 | يو إف سي 134: سيلفا ضد أوكامي                        | 27 أغسطس 2011  | صالة إتش إس بي سي              | ريو دي جانيرو، البرازيل                  | 14٬000 |
| 181 | يو إف سي لايف: هاردي ضد ليتل                         | 14 أغسطس 2011  | مركز برادلي                    | ميلووكي، ويسكونسن، الولايات المتحدة      | 6٬751  |
| 180 | يو إف سي 133: إيفانز ضد أورتيز                       | 6 أغسطس 2011   | مركز ويلز فارجو                | فيلاديلفيا، بنسيلفينيا، الولايات المتحدة | 11٬583 |
| 179 | يو إف سي 132: كروز ضد فابر                           | 2 يوليو 2011   | إم جي إم جراند جاردن أرينا     | لاس فيغاس، نيفادا، الولايات المتحدة      | 13٬109 |
| 178 | يو إف سي لايف: كونغو ضد باري                         | 26 يونيو 2011  | مركز كونسول للطاقة             | بيتسبرغ، بنسلفانيا، الولايات المتحدة     | 7٬792  |
| 177 | يو إف سي 131: دوس سانتوس ضد كاروين                   | 11 يونيو 2011  | روجرز أرينا                    | فانكوفر، كولومبيا البريطانية، كندا       | 14٬685 |
| 176 | المقاتل النهائي: نهائي فريق ليسنر ضد فريق دوس سانتوس | 4 يونيو 2011   | منتجع بالمز كازينو             | لاس فيغاس، نيفادا، الولايات المتحدة      | 2٬053  |
| 175 | يو إف سي 130: رامبيج ضد هاميل                        | 28 مايو 2011   | إم جي إم جراند جاردن أرينا     | لاس فيغاس، نيفادا، الولايات المتحدة      | 12٬753 |
| 174 | يو إف سي 129: سانت بيير ضد شيلدز                     | 30 أبريل 2011  | مركز روجرز                     | تورونتو، أونتاريو، كندا                  | 55٬724 |
| 173 | يو إف سي ليلة القتال: نوغيرا ضد دايفز                | 26 مارس 2011   | كلايمت بليدج أرينا             | سياتل، واشنطن، الولايات المتحدة          | 13٬741 |
| 172 | يو إف سي 128: شوغون ضد جونز                          | 19 مارس 2011   | مركز الحصافة                   | نيوآرك، نيو جيرسي، الولايات المتحدة      | 12٬619 |
| 171 | يو إف سي لايف: سانشيز ضد كامبمان                     | 3 مارس 2011    | كنتاكي لذيذ! سنتر              | لويزفيل، كنتاكي، الولايات المتحدة        | 8٬319  |
| 170 | يو إف سي 127: بن ضد فيتش                             | 27 فبراير 2011 | سيدني سوبر دوم                 | سيدني، أستراليا                          | 18٬186 |
| 169 | يو إف سي 126: سيلفا ضد بيلفورت                       | 5 فبراير 2011  | ميشيلوب ألترا أرينا            | لاس فيغاس، نيفادا، الولايات المتحدة      | 10٬893 |
| 168 | يو إف سي: قاتل من أجل القوات 2 [الإنجليزية]          | 22 يناير 2011  | فورت هود                       | فورت هود، تكساس، الولايات المتحدة        | 3٬200  |
| 167 | يو إف سي 125: دقة                                    | 1 يناير 2011   | إم جي إم جراند جاردن أرينا     | لاس فيغاس، نيفادا، الولايات المتحدة      | 12٬874 |